# Iepenbladroller
De iepenbladroller (Acleris kochiella) is een vlinder uit de familie bladrollers (Tortricidae). De wetenschappelijke naam is voor het eerst geldig gepubliceerd in 1783 door Goeze.
De soort komt voor in Europa.